# Malompataka
Malompataka románul: Valea Largă egy falu Romániában, Erdélyben, Fehér megyében.

## Fekvése
Felsőszolcsva közelében fekvő település.

## Története
Malompataka korábban Felsőszolcsva része volt, 1956 körül vált külön 316 lakossal. 1966-ban 321, 1977-ben 255, 1992-ben 188, 2002-ben pedig 142 román lakosa volt.

## Látnivalók
- Ortodox fatemplom[2]